# 川越修
川越 修（かわごえ おさむ、1947年7月15日 - ）は、日本の歴史学者。専門はドイツ近現代史、社会経済史。同志社大学名誉教授、明治大学研究・知財戦略機構客員研究員。

## 来歴
1971年上智大学法学部法律学科卒業後、ベルリン自由大学史学部留学を経て、1978年一橋大学大学院社会学研究科修士課程修了、1980年同大学院社会学研究科博士課程満期退学。一橋大学より修士（社会学）の学位を取得。指導教官は良知力。
同志社大学経済学部助教授、教授を歴任。
2004年、論文「社会国家の生成：20世紀社会とナチズム」にて同志社大学より博士（経済学）の学位を取得。
2021年8月から、明治大学客員研究員。

## 著書

### 単著
- 『ベルリン 王都の近代：初期工業化・1848年革命』ミネルヴァ書房、1988年。ISBN　978-4-623-01854-3
- 『性に病む社会：ドイツ ある近代の軌跡』山川出版社〈歴史のフロンティア〉、1995年。ISBN　978-4-634-48080-3
- 『社会国家の生成：20世紀社会とナチズム』岩波書店、2004年。ISBN　978-4-00-023388-0
- 『アンゲラ・メルケルの東ドイツ：「劣化する社会」を生きる人びと』ナカニシヤ出版、2022年。ISBN　978-4-7795-1624-5

### 共編著
- 『近代を生きる女たち：一九世紀ドイツ社会史を読む』原田一美・姫岡とし子・若原憲和共編著、未來社、1990年。ISBN　978-4-624-11126-7
- 『ナチズムのなかの20世紀』矢野久共編、柏書房、2002年。ISBN　978-4-7601-2213-4
- 『思想史と社会史の弁証法：良知力追悼論集』植村邦彦・野村真理共編、御茶の水書房、2007年。ISBN　978-4-275-00548-9
- 『社会国家を生きる：20世紀ドイツにおける国家・共同性・個人』辻英史共編著、法政大学出版局〈サピエンティア〉、2008年。ISBN　978-4-588-60303-7
- 『生命というリスク：20世紀社会の再生産戦略』友部謙一共編著、法政大学出版局、2008年。ISBN　978-4-588-67208-8
- 『分別される生命：20世紀社会の医療戦略』鈴木晃仁共編著、法政大学出版局、2008年。ISBN　978-4-588-67209-5
- 『ドイツ近現代ジェンダー史入門』姫岡とし子共編、青木書店、2009年。ISBN　978-4-250-20903-1
- 『ワークショップ社会経済史：現代人のための歴史ナビゲーション』脇村孝平・友部謙一・花島誠人共著、ナカニシヤ出版、2010年。ISBN　978-4-7795-0502-7
- 『歴史のなかの社会国家：20世紀ドイツの経験』辻英史共編、山川出版社、2016年。ISBN　978-4-634-67229-1
- 『明日に架ける歴史学：メゾ社会史のための対話』矢野久共著、ナカニシヤ出版、2016年。ISBN　978-4-7795-1031-1
- 『歴史としての社会主義：東ドイツの経験』河合信晴共編、ナカニシヤ出版、2016年。ISBN　978-4-7795-1080-9

### 翻訳
- ダグマー・ヘルツォーク『セックスとナチズムの記憶：20世紀ドイツにおける性の政治化』田野大輔・荻野美穂共訳、岩波書店、2012年。ISBN　978-4-00-025870-8

## 参考
- J-GLOBAL
- 『現代日本人名録』2002年